# (4494) Marimo
Pour les articles homonymes, voir Marimo.
(4494) Marimo est un astéroïde de la ceinture principale.

## Description
(4494) Marimo est un astéroïde de la ceinture principale. Il fut découvert le 13 octobre 1988 à Kushiro par Seiji Ueda et Hiroshi Kaneda. Il présente une orbite caractérisée par un demi-grand axe de 2,34 UA, une excentricité de 0,12 et une inclinaison de 2,5° par rapport à l'écliptique.

## Compléments